# Okręg Lugano
Lugano (wł. Distretto di Lugano, hist. Landvogtei Lauis) – okręg w Szwajcarii, w kantonie Ticino. Siedziba okręgu znajduje się w mieście Lugano.  
Okręg składa się z dwunastu powiatów (circolo), w skład których wchodzi 47 gmin (comune) o powierzchni 307,94 km² i o liczbie mieszkańców 151 242.

## Powiaty
1. Agno
2. Breno
3. Capriasca
4. Ceresio
5. Lugano est
6. Lugano nord
7. Lugano ovest
8. Magliasina
9. Paradiso
10. Sessa
11. Taverne
12. Vezia